# Bennie Railplane
Het Bennie Railplane was een vorm van spoorwegtransport uitgevonden door George Bennie (1891-1957), dat zich verplaatste langs een bovenliggend spoor met behulp van propellers.
Bennie, geboren in Auldhouse nabij Glasgow, Schotland begon te werken aan de ontwikkeling van zijn spoorwegvliegtuig in 1921. In 1929-30 bouwde hij een prototype op een testspoor met een lengte van 130 yard (120 meter) boven een LNER-lijn in Milngavie bij Glasgow, met één spoorwagen om het systeem te demonstreren aan potentiële kopers. De wagen reed langs een bovenliggend enkelvoudig spoor en werd vastgehouden door geleidingsrails onderaan. Het bewoog door propellers aangedreven door een boordmotor. Het was bedoeld om te rijden boven de conventionele spoorwegen, en daarbij het snellere passagiersvervoer te scheiden van het tragere vrachtvervoer. Bennie geloofde erin dat zijn spoorvoertuig het potentieel had om te reizen tegen 120 mijl per uur en een "snelle passagiers, post en bederfelijke waren" vervoerdienst kon bieden. De diensten voor trage en zware goederen en diensten en aan lokale passagiers zouden doorgaan op de traditionele sporen eronder. Iedere wagon zou maximaal 48 mensen kunnen vervoeren, hoewel er bij het prototype minder zitplaatsen waren.
Ondanks de wereldwijde belangstelling, kon Bennie de nodige financiële steun, die hij nodig had om zijn revolutionaire transportmiddel verder te ontwikkelen, niet krijgen. De voorgestelde lijn van Edinburgh naar Glasgow werd niet gebouwd, noch die tussen Southport en Blackpool. Tegen 1937 was Bennie bankroet. Hij had het meeste van zijn werk zelf gefinancierd.
Het prototype spoorvliegtuig lag te roesten in een veld bij Milngavie tot het werd verkocht als schroot in 1956. Bennie stierf het volgende jaar.

## Overblijfselen
De originele schuur waar het vervoermiddel gebouwd werd bestaat nog. Het is gelegen in Main Street, Milngrave en is nu een filiaal van Kelvin Timber. Er is een aan de buitenmuur een blauwe gedenkplaat als herinnering aan de Railplane.
Het Glasgow Museum of Transport en het Kelvingrove Museum in Glasgow hebben beiden objecten gerelateerd aan de Bennie Railplane tentoongesteld en het transportmuseum heeft een film van de testrit in zijn cinema.
Een paar stukken filmmateriaal zijn bewaard gebleven, waaronder een nieuwsflits die toentertijd in cinema's werd getoond. Het Scottisch Screen Archive van de National Library of Scotland bezit een aantal stukken film waaronder een 20 minuten durende reportage.
Een artikel uit november 1950, heeft een tiental foto's over hoe het testspoor er toen uitzag.